# Жамамаді
Жамамадí (Canamanti, Jamamadí, Kanamanti, Madi, Yamamadí) — аравакська мова, якою розмовляє близько 800 осіб народу жамамаді і банава́, які проживають в районі річки Банава; деякі розкидані на великій території; в 7 селах муніципалітету Лабреа штату Амазонас у Бразилії.

## Діалекти
У жамамаді є багато діалектів: бом-футуро, жаруара (жаравара, яравара), журуа, кітія (банава, банава-яфі, банауа, жафі), маморія (маморі), пауіні, тукуріна та чучудуа (майма). Діалект тукуріна може вважатися як за окрему мову. Пама, севаку, сіпо і юбері є діалектами, або близькородинними мовами.

## Фонологія

### Голосні
|                    | Передній ряд | Задній ряд |
| ------------------ | ------------ | ---------- |
| Високе піднесення  | i iː         |            |
| Середнє піднесення | e eː         | o oː       |
| Низьке піднесення  | a aː         | a aː       |

### Приголосні
|              | Губ.-губ. | Зубні | Ясенні | Палат. | Веляр. | Горт. |
| ------------ | --------- | ----- | ------ | ------ | ------ | ----- |
| Проривні     | b         | t     |        | ɟ      | k      | (ʔ)   |
| Носові       | m         | n     |        |        |        |       |
| Фрикативні   | ɸ         |       | s      |        |        | h̃     |
| Плавні       |           |       | r      |        |        |       |
| Папівголосні |           |       |        |        | w      |       |

- Гортанне зімкнення [ʔ] поширено обмежено.
- Плавна приголосна /r/ може бути реалізована як трельна [r], одноударна [ɾ], латеральна [l]. Палатальне зімкнення /ɟ/ може бути реалізовано як полугласный [j].
- Гортанний фрикативний приголосний /h̃/ є носовим.